# Vrbovo (Prijepolje)
Vrbovo (Servisch cyrillisch Врбово) is een plaats in de Servische gemeente Prijepolje. De plaats telt 99 inwoners (2002).